# بركة الدمشقية
بركة بنت أبي بكر ببن أحمد الصالحية الدمشقية ( - 840 هـ) زوجة الصدر الياسوفي، ويعرف والدها بابن البيطار الدقاق.
قال السخاوي: سمعت مع زوجها سنة 782 هـ من عائشة ابنة قواليح حلم معاوية لابن أبي الدنيا. توفيت ودفنت بسفح قاسيون.